# 永綱憲悟
永綱 憲悟（ながつな けんご、1952年 - ）は、日本の政治学者。亜細亜大学学長。専門はロシア政治。

## 略歴
- 1971年3月 福岡県立修猷館高等学校卒業[1]
- 1980年3月 東京大学大学院法学政治学研究科修士課程修了 法学修士
- 1984年3月 東京大学大学院法学政治学研究科第一種博士課程単位取得満期退学
- 1984年4月 亜細亜大学経済学部国際関係学科講師
- 1987年4月 亜細亜大学経済学部国際関係学科助教授
- 1990年4月 亜細亜大学国際関係学部国際関係学科助教授
- 1996年4月 亜細亜大学国際関係学部国際関係学科教授
- 1999年4月 北海道大学スラブ研究センター客員教授（～2000年3月）
- 2001年4月 東京大学大学院総合文化研究科客員教授（～2003年3月）
- 2007年4月 大学評価・学位授与機構学位審査会専門委員（～2010年3月）
- 2010年4月 亜細亜大学国際関係学部長
- 2010年4月 亜細亜学園理事
- 2019年4月 亜細亜学園評議員
- 2021年10月 亜細亜大学学長[2]